# Rey Zhuang de Zhou
El Rey Zhuang de Zhou (?- 682 a. C.) (en chino, 周莊王; pinyin, Zhōu Zhuāng Wáng) o Rey Chuang de Chou fue el decimoquinto rey de la Dinastía Zhou de China, y el tercero de la Dinastía Zhou Oriental. Gobernó en 696–682 a. C. como sucesor de su padre, el Rey Huan de Zhou. Fue sucedido por su hijo, el Rey Xi de Zhou, en 682 a- C. Su hijo menor fue el príncipe Tui.